# Romain Iannetta
Romain Iannetta (ur. 27 listopada 1979 w Villecresnes) – francuski kierowca wyścigowy.

## Kariera
Iannetta rozpoczął karierę w międzynarodowych wyścigach samochodowych w 2000 roku od startów we Francuskiej Formule Ford. Z dorobkiem 22 punktów uplasował się na trzynastej pozycji w klasyfikacji generalnej. W późniejszych latach Francuz pojawiał się także w stawce Francuskiej Formuły Renault, French Supertouring Championship, French GT Championship, Formuły Renault Monza, Le Mans Endurance Series, 24-godzinnego wyścigu Le Mans, Le Mans Series, SEAT Leon Supercopa Spain, V de V Challenge Endurance Moderne, Renault Clio Cup Italy, NASCAR Whelen Euro Series, Grand American Rolex Series oraz Euro Racecar NASCAR Touring Series.

## Wyniki w 24h Le Mans
| Rok  | Zespół                                 | Partnerzy                              | Samochód               | Klasa | Okr. | Poz. | Klasa Pos. |
| ---- | -------------------------------------- | -------------------------------------- | ---------------------- | ----- | ---- | ---- | ---------- |
| 2005 | Noël del Bello Racing                  | Christophe Pillon Ni Amorim            | Courage C65-Mecachrome | LMP2  | 99   | NU   | NU         |
| 2006 | Gordon Racing Team Ice Pol Racing Team | Yves-Emmanuel Lambert Christian Lefort | Porsche 911 GT3-RSR    | GT2   | 282  | 23   | 6          |
| 2007 | Noël del Bello Racing                  | Witalij Pietrow Liz Halliday           | Courage LC75-AER       | LMP2  | 198  | NU   | NU         |
| 2009 | Creation Autosportif                   | Jamie Campbell-Walter Vanina Ickx      | Creation CA07-Judd     | LMP1  | 319  | 24   | 15         |
| 2012 | Status Grand Prix                      | Alexander Sims Yelmer Buurman          | Lola B12/80-Judd       | LMP2  | 239  | NU   | NU         |